# Hemistigma albipunctum
Hemistigma albipunctum é uma espécie de libelinha da família Libellulidae.
Pode ser encontrada nos seguintes países: Angola, Botswana, Camarões, República Centro-Africana, Chade, República Democrática do Congo, Costa do Marfim, Guiné Equatorial, Etiópia, Gâmbia, Gana, Guiné, Quénia, Libéria, Malawi, Moçambique, Namíbia, Nigéria, Senegal, Serra Leoa, África do Sul, Tanzânia, Togo, Uganda, Zâmbia, Zimbabwe e possivelmente em Burundi.
Os seus habitats naturais são: florestas subtropicais ou tropicais húmidas de baixa altitude, matagal árido tropical ou subtropical, matagal húmido tropical ou subtropical, áreas húmidas dominadas por vegetação arbustiva, pântanos, marismas de água doce e marismas intermitentes de água doce.